# Iñaki Sáenz Arenzana
|  | No s'ha de confondre amb Iñaki Sáez. |

Iñaki Sáenz Arenzana (nascut el 29 d'abril de 1988) és un futbolista espanyol que juga a la UD Logroñés. Principalment migcampista central, també pot jugar com a lateral esquerre.

## Carrera futbolística
Nascut a Logronyo, La Rioja, Iñaki es va llicenciar en l'equip juvenil del Reial Saragossa, i va debutar amb els locals CD Calahorra a la temporada 2007-08, a Tercera Divisió.
L'estiu del 2009 Iñaki es va incorporar a la UD Logroñés a Segona Divisió B. Va participar regularment amb l'equip, i hi va participar en més de 120 partits durant els seus quatre anys. El 22 de juliol de 2013 Iñaki va signar un contracte d'un any amb el Racing de Santander, també de tercer nivell. Va participar en 37 partits durant la temporada, en la qual els càntabres van tornar a Segona Divisió al primer intent.
El 19 d'agost de 2014 Iñaki va signar un nou contracte de dos anys amb els verdiblancos. Cinc dies més tard va jugar el seu primer partit com a professional, començant com a titular en una derrota a domicili per 0-1 contra el Girona FC.
Iñaki va marcar el seu primer gol al segon nivell el 27 de setembre de 2014, marcant el segon en una victòria a casa per 3-0 contra el Recreativo de Huelva. El 6 de desembre de l'any següent, després de patir el descens, va passar al Deportivo Alavés després d'acordar-hi un contracte de 18 mesos.
El 2 de juliol de 2016, Iñaki va fitxar pel CD Tenerife també de segon nivell. Va deixar el club l'any 2018 després d'haver estat poc utilitzat, i va tornar a Logroñés el 13 de gener de 2019.

## Palmarès
Alavés
- Segona Divisió: 2015–16